# Sanzigen
Sanzigen Inc.  (株式会社サンジゲン, Kabushiki-gaisha Sanjigen) é um estúdio de animação japonesa fundado em março de 2003, mas foi incorporado formalmente em 2006, pelos antigos empregados de Gonzo, e contribuiu com vários filmes e séries de anime. Seu nome deriva da palavra japonesa para tridimensional (三次元 sanjigen?). Sanzigen se uniu à sociedade de carteirinha japonesa Ultra Super Pictures com os estúdios Ordet e Trigger, e depois se uniu à Liden Films.
Este estúdio é conhecido por produzir séries como Aoki Hagane no Arpeggio, BanG Dream!, From Argonavis e D4DJ.

## Séries De TV
- Black Rock Shooter (2012)
- Wooser's Hand-to-Mouth Life (2012-2015)
- Miss Monochrome (2013-2015, com Liden Films)
- Aoki Hagane no Arpeggio (2013)
- Arslan Senki (2015, com Liden Films)
- Heavy Object (2016, com J.C.Staff)
- Bubuki/Buranki (2016)
- Bubuki Buranki 2: The Gentle Giants of the Galaxy (2016)
- ID-0 (2017)
- BanG Dream! Girls Band Party! Pico (2018-2022, com DMM.futureworks)
- BanG Dream! (2019-2020)
- Sakura Wars the Animation (2020)
- Argonavis from BanG Dream! (2020)
- D4DJ First Mix (2020-2021)
- D_Cide Traumerei the Animation (2021)
- BanG Dream! Morfonication (2022)
- D4DJ All Mix (2023)
- BanG Dream! It's MyGO!!!!! (2023)
- Ishura (2024, com Passione)
- BanG Dream! Ave Mujica (2025)
- Guilty Gear Strive: Dual Rulers (TBA)

### OVA/ONA
- Arslan Senki (2016, com Liden Films)
- Sorcery in the Big City (2017)
- D4DJ Double Mix (2022)

### Filmes
- 009 Re:Cyborg (2012)
- Initial D Legend 1: Awakening (2014, com Liden Films)
- Initial D Legend 2: Racer (2015, com Liden Films)
- Aoki Hagane no Arpeggio: Ars Nova DC (2015)
- Aoki Hagane no Arpeggio: Ars Nova Cadenza (2015)
- Promare (2019, com Studio Trigger)
- BanG Dream! Film Live (2019)
- BanG Dream! Episode of Roselia: Promise (2021)
- BanG Dream! Episode of Roselia: Song I am. (2021)
- BanG Dream! Film Live 2nd Stage (2021)
- BanG Dream! Poppin'Dream (2022)
- Gekijōban Argonavis Axia (2023)